# Muzyka polska

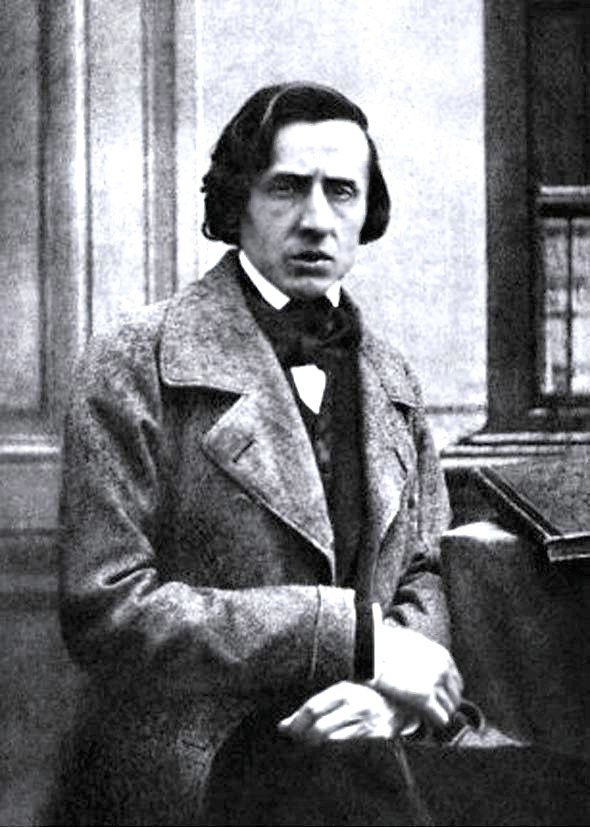
Fryderyk Chopin, najbardziej znany na świecie polski kompozytor

Muzyka polska – historia muzyki polskiej obejmuje epoki od średniowiecza po czasy współczesne.

## Średniowiecze
Pierwszą kompozycją w języku polskim jest pieśń weselna „Oj Chmielu, Chmielu”. Najstarszym znanym zapisem słowno-nutowym, jaki znalazł się na terenie Polski, jest prawdopodobnie sekwencja Ad celebres rex cęlice, zawarta w Kodeksie Matyldy z początku XI w.. Najstarszą znaną pieśnią religijną, która powstała w Polsce, może być sekwencja Hac festa die, datowana przez niektórych badaczy na schyłek XI w., aczkolwiek inni umieszczają ją w wieku XIII. Wincenty z Kielczy jest pierwszym polskim zidentyfikowanym autorem utworu muzycznego, napisanego w XIII wieku, Gaude Mater Polonia (łac. Ciesz się, Matko Polsko). Twórca ten napisał około 1255 r. officium „Dies adest celebris” na cześć świętego Stanisława. Z początku XV wieku znanych jest także 18 utworów związanego z Uniwersytetem w Krakowie Piotra z Grudziądza, a także Mikołaja z Radomia, autora pieśni „Hystorigraphi aciem”, w której opisywał wydarzenia na dworze króla Władysława Jagiełły inspirując się muzyką włoską oraz szkołami burgundzką i niderlandzką.

## Renesans
Kompozytorzy polscy spełniali ważną rolę w kulturze europejskiej. Wiele utworów z I poł. XVI wieku znajduje się w tabulaturach organowych: Jana z Lublina i z kościoła św. Ducha w Krakowie. Ważne znaczenie dla kultury muzycznej miało także powołanie w 1543 roku przez króla Zygmunta I Capella Rorantistarum (kapeli rorantystów). Najbardziej znaczący kompozytorzy renesansowi („Złoty wiek kultury polskiej”) to: Mikołaj Gomółka, Wacław z Szamotuł, Marcin Leopolita czy Jakub Polak.

## Barok
W baroku muzykę instrumentalną komponowali m.in. Mikołaj Zieleński, Marcin Mielczewski i Adam Jarzębski. Twórcą dzieła uznawanego za pierwsze polskie oratorium („Audite mortales”) jest Bartłomiej Pękiel. Przedstawicielem późnego renesansu (styl szkoły weneckiej) jest Grzegorz Gerwazy Gorczycki („Completorium”).
Adam Jarzębski, wybitny polski kompozytor wczesnego baroku, muzyk kapeli królewskiej w Warszawie, jako pierwszy użył słowa „koncert” do określenia utworów ściśle instrumentalnych, przedtem bowiem nazywano „koncertem” zespoły wokalno-instrumentalne o znamionach koncertowego współzawodniczenia.

## Początki opery
Za sprawą królewicza Władysława Wazy już w 1628 roku pojawiła się w Polsce opera, a w 1635 zainaugurował działalność teatr króla Władysława IV Wazy. Do czasu śmierci króla Władysława na jego dworze wystawiono kilkanaście oper pochodzenia włoskiego. Warszawa była po Florencji, Rzymie, Mantui i Bolonii piątym miastem, w którym prezentowano ten nowy gatunek muzyczny. Świetność operze w Polsce przywrócili królowie August III Sas oraz Stanisław August Poniatowski. W tym czasie, w drugiej połowie XVIII wieku wielu kompozytorów pisywało utwory patriotyczne, związane z ówczesną sytuacją Polski. Takim utworem była m.in. opera, a właściwie wodewil z mówionymi tekstami Wojciecha Bogusławskiego i piosenkami Krakowiacy i Górale, wystawiona w 1794 roku w Warszawie, z muzyką Jana Stefaniego.
Pierwszą polską symfonię (zaginioną) napisał Jacek Szczurowski około 1740 roku.

## XIX wiek
Najbardziej znanym na świecie polskim kompozytorem jest Fryderyk Chopin, autor miniatur, sonat i koncertów fortepianowych, których znaczenie wykracza poza ramy romantycznej stylistyki.
Ogólnoświatowy posłuch miały także polonezy Michała Ogińskiego, a na europejskich muzycznych salonach często gościły takie postacie muzyki polskiej jak Józef Elsner (kompozycja „Passio Domini Nostri Jesu Christi”), Juliusz Zarębski („Kwintet fortepianowy g-moll”) czy Karol Kurpiński.
Światową sławę zyskali także: romantyczny wirtuoz i autor utworów skrzypcowych Henryk Wieniawski, kompozytor, pianista i polityk Ignacy Jan Paderewski, oraz wszechstronny kompozytor muzyki scenicznej i koncertowej Karol Szymanowski.
Twórcą polskiej opery narodowej stał się Stanisław Moniuszko, uważany (obok Ignacego Dobrzyńskiego) za najwybitniejszego kompozytora polskiego drugiej połowy XIX wieku.

## XX wiek
Szerokie uznanie w dziedzinie symfoniki zdobył Mieczysław Karłowicz (uczeń innego wybitnego polskiego kompozytora – Zygmunta Noskowskiego) określany jako „ojciec polskiego poematu symfonicznego”.
Natomiast w dziedzinie pieśni i dzieł muzyki kameralnej na międzynarodowy rynek muzyczny wkroczył organizator życia muzycznego Władysław Żeleński (ojciec Tadeusza Boy-Żeleńskiego). Do pomoniuszkowskich wybitnych kompozytorów należeli także m.in. dwaj słynni lwowiacy: Jan Gall i Stanisław Niewiadomski. Wielką sławę w początku wieku zyskał pianista Ignacy Jan Paderewski, ale i kompozytor, który odniósł znaczny sukces swoją operą „Manru”. W czasach „Młodej Polski” działał najwybitniejszy polski kompozytor po Chopinie Karol Szymanowski, twórca niezwykle popularnej do dzisiaj na całym świecie opery „Król Roger”.
W drugiej połowie XX wieku międzynarodowe uznanie zdobyli: Grażyna Bacewicz, Witold Lutosławski, Tadeusz Baird, Kazimierz Serocki, Marek Jasiński, Włodzimierz Kotoński, twórca muzyki chóralnej śpiewanej na całym świecie Andrzej Koszewski, a także współtwórcy awangardy Krzysztof Penderecki, Henryk Mikołaj Górecki, Witold Szalonek oraz słynący głównie z muzyki filmowej, autor utworów symfonicznych Wojciech Kilar. Następne pokolenia twórców reprezentują: urodzeni na przełomie lat trzydziestych i czterdziestych: Tomasz Sikorski, Zygmunt Krauze, Krzysztof Meyer, Marta Ptaszyńska, Elżbieta Sikora, urodzeni w latach pięćdziesiątych: Andrzej Krzanowski, Eugeniusz Knapik, Aleksander Lasoń, Paweł Szymański i Stanisław Krupowicz, oraz młodsi Hanna Kulenty, Paweł Mykietyn, Agata Zubel, Aleksandra Gryka.
Znaczące sukcesy polscy muzycy osiągnęli w dziedzinie muzyki jazzowej, tworząc oryginalny styl określany często mianem polskiej szkoły jazzu. Zwłaszcza w latach sześćdziesiątych i siedemdziesiątych XX wieku polska muzyka jazzowa cieszyła się dużym uznaniem w kraju i poza granicami. Do grona artystów o międzynarodowej sławie należą Krzysztof Komeda, Adam Makowicz, Tomasz Stańko, Michał Urbaniak. W okresie PRL duże znaczenie miał międzynarodowy festiwal Jazz Jamboree odbywający się w Warszawie, będący wydarzeniem bezprecedensowym we wschodniej Europie.
Polska muzyka rozrywkowa szczyci się znaną na całym świecie sceną metalową. Ogólnoświatową popularność zdobyły m.in. takie zespoły jak: Vader, Decapitated, Riverside, Vesania, Hate, czy Behemoth.
Obecnie polska muzyka rozrywkowa, poza użyciem języka polskiego oraz w niektórych przypadkach charakterystycznych idiomów melodycznych i rytmicznych polskiej muzyki ludowej, nie różni się w istotny sposób od muzyki popularnej innych krajów, a jej zasięg poza nielicznymi wyjątkami odnosi się wyłącznie do rynku krajowego.